# Mihail Kogălniceanu

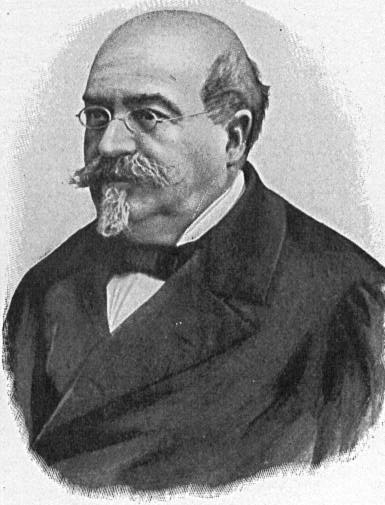
Mihail Kogălniceanu

Mihail Kogălniceanu (Iași, 6 september 1817 – Parijs, 1 juli 1891) was een Roemeens staatsman, historicus en publicist.
Hij werd vlak na het samenvoegen van de vorstendommen Moldavië en Walachije op 11 oktober 1863 minister-president van het nieuwe Roemenië als opvolger van Nicolae Crețulescu.
Hij stelde met succes een wet op over de secularisatie van eigendommen van kloosters (25 december 1863). Omdat hij agrarische hervormingen wilde doorvoeren, werd hij in 1865 afgezet. Zijn voorganger Crețulescu volgde hem op.
Er zijn enkele dorpen vernoemd naar deze man, en ook een vliegveld, Mihail Kogălniceanu International Airport, nabij de stad Constanța.
- Biblioteca Nacional de España: XX1236895
- Bibliothèque nationale de France: cb12026689j (data)
- CiNii: DA18039764
- Gemeinsame Normdatei: 119283239
- International Standard Name Identifier: 0000 0001 1770 1610
- Library of Congress Control Number: n80128861
- Nationale Bibliotheek van Tsjechië: jn19990004486
- Nationale Bibliotheek van Israël: 987007277623905171
- Nationale Bibliotheek van Polen: a0000002342929
- Nederlandse Thesaurus van Auteursnamen: 070622086
- Système universitaire de documentation: 05056997X
- Virtual International Authority File: 73867122
- WorldCat: E39PBJhmQJDDm4bkpJXxvjgHYP